# 15. Sinfonie (Mozart)
Die Sinfonie G-Dur Köchelverzeichnis 124  komponierte Wolfgang Amadeus Mozart im Jahr 1772 in Salzburg. Nach der Alten Mozart-Ausgabe trägt die Sinfonie die Nummer 15.

## Allgemeines

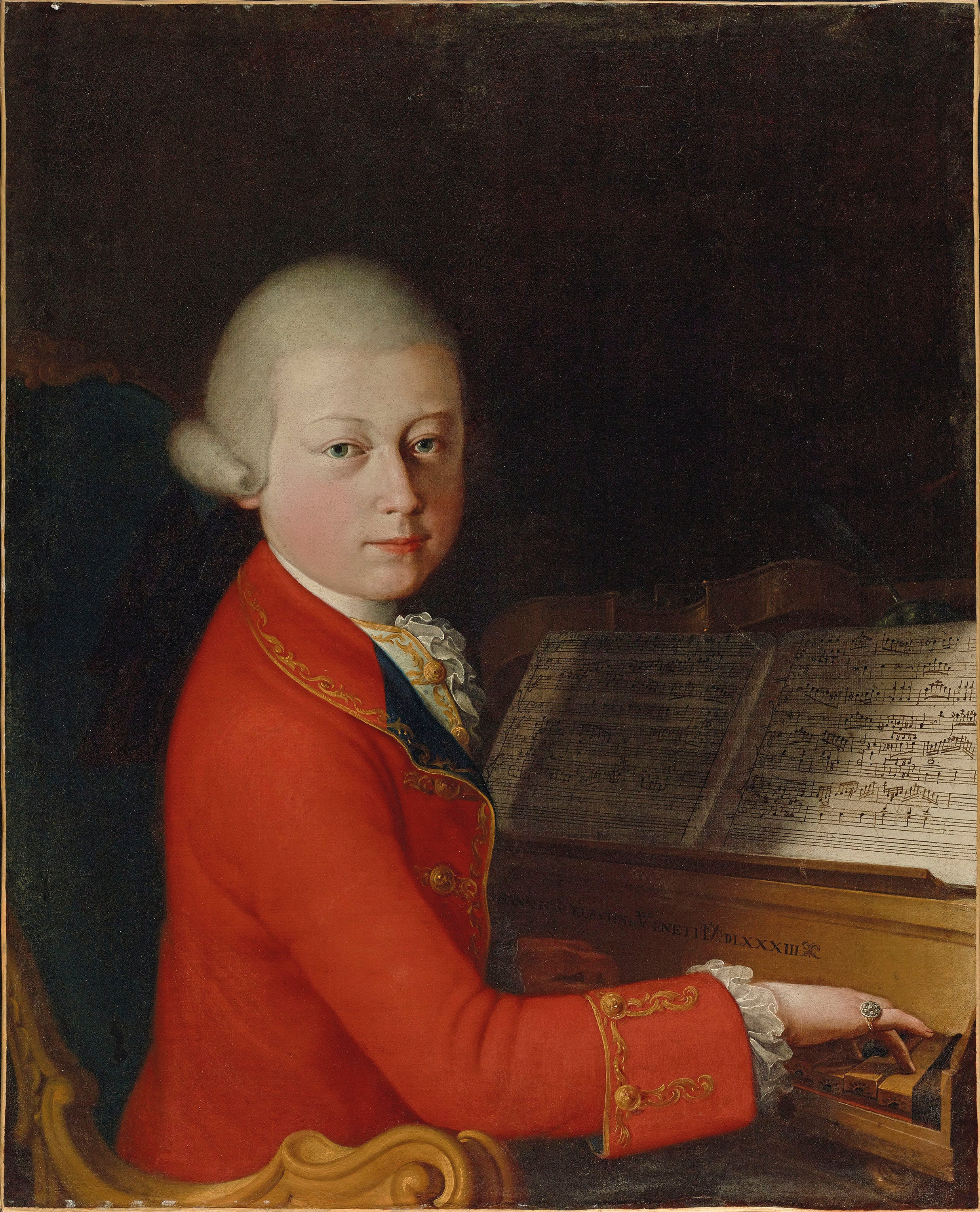
Gemälde Mozarts von Saverio dalla Rosa, Januar 1770

Das Autograph der Sinfonie ist von Mozart beschriftet mit „Sinfonia del Sigr: Cavaliere Wolfgango amadeo Mozart Salisburgo 21 Febrario 1772“. Den Kavalierstitel hatte Mozart vom päpstlichen „Orden vom Goldenen Sporn“ verliehen bekommen, ihn aber nur selten benutzt. Der konkrete Kompositionsanlass ist nicht bekannt.

## Zur Musik
Besetzung: zwei Oboen, zwei Hörner in G, zwei Violinen, Viola, Cello, Kontrabass. In zeitgenössischen Orchestern war es zudem üblich, auch ohne gesonderte Notierung Fagott und Cembalo (sofern im Orchester vorhanden) zur Verstärkung der Bass-Stimme bzw. als Generalbass-Instrument einzusetzen.
Aufführungszeit: ca. 16 Minuten.
Bei den hier benutzten Begriffen der Sonatensatzform ist zu berücksichtigen, dass dieses Schema in der ersten Hälfte des 19. Jahrhunderts entworfen wurde (siehe dort) und von daher nur mit Einschränkungen auf die Sinfonie Köchelverzeichnis (KV) 124 übertragen werden kann. – Die hier vorgenommene Beschreibung und Gliederung der Sätze ist als Vorschlag zu verstehen. Je nach Standpunkt sind auch andere Abgrenzungen und Deutungen möglich.

### Erster Satz: Allegro
G-Dur, 3/4-Takt, 111 Takte
Die Audiowiedergabe wird in deinem Browser nicht unterstützt. Du kannst die Audiodatei herunterladen.
Der Satz eröffnet als signalartiges „Dreiklangs-Rufmotiv“ im Unisono und einer kräftigen, von Tremolo unterlegten Melodie der stimmführenden 1. Violine mit punktiertem Rhythmus und charakteristischem Intervallsprung aufwärts. Dieses erste Thema (Takt 1–12) endet auf der Dominante D-Dur und geht lediglich von einer kurzen Pause unterbrochen ins zweite Thema über.
Das zweite Thema (Takt 13 ff., D-Dur, piano) ist anfangs durch den pendelartigen Pizzicato-Dialog zwischen Hörnern / Viola / Bass einerseits und Oboen / Violinen andererseits gekennzeichnet. In Takt 17 wechselt der Charakter mit einer sanglichen Legato-Figur für die Violinen, begleitet vom ausgehaltenen D der Hörner. Das Thema schließt mit einer kurzen Tremolopassage des ganzen Orchesters im Forte. Die Schlussgruppe (Takt 25 ff.) beginnt demgegenüber wiederum kontrastierend im Piano mit einer Trillerfigur für die Violinen. Nach der unerwarteten Fermate auf dem A-Dur – Septnonakkord (Takt 29) beendet Mozart die Exposition mit virtuosen Sechzehntelläufen der Violinen.
Die Durchführung (Takt 37 ff.) beginnt mit einem neuen achttaktigen, wiegenden Thema in D-Dur, das als Fortspinnung zur Tonikaparallelen e-Moll wechselt. In e-Moll wird nun der Kopf vom ersten Thema aufgegriffen und anschließend im Bass über Tremolo und ausgehaltenen Akkorden abwärts sequenziert. Mit einem tänzerischen Motiv (Takt 65 ff.) leitet Mozart zur Reprise (Takt 73 ff.) zurück, die wie die Exposition strukturiert ist. Jedoch tritt am Satzende der Kopf vom ersten Thema nochmals auf. Exposition sowie Durchführung und Reprise werden wiederholt.

### Zweiter Satz: Andante
C-Dur, 2/4-Takt, 56 Takte
Die Audiowiedergabe wird in deinem Browser nicht unterstützt. Du kannst die Audiodatei herunterladen.
Der Satz basiert auf drei Themen / Motiven, die in der Exposition nacheinander vorgestellt werden. Im ersten Thema (Takt 1–10) spielen nur die Streicher eine auftaktige, sangliche Melodie mit etwas melancholischem Charakter. Stimmführend ist die 1. Violine, während die 2. Violine in fließender Sechzehntelbewegung, Viola und Bass mit grundierenden Vierteln begleiten. Die viertaktige Melodie wird im Nachsatz des Themas in chromatischer Einfärbung wiederholt. Im zweiten Thema (Takt 11–20) spielen die Bläser im Dialog mit den Violinen ein zweitaktiges Motiv. In der Schlussgruppe (Takt 20–24) sind wiederum die Violinen mit ihrem zweitaktigen, fallenden Motiv stimmführend.
Der Mittelteil (Takt 25–32) bringt eine Fortspinnung vom ersten Thema und ist insgesamt mehr überleitungs- als durchführungsartig gestaltet. Die Reprise (Takt 33 ff.) entspricht strukturell der Exposition. Beide Hauptteile des Satzes werden wiederholt.
Volker Scherliess schreibt zur Behandlung der Bläser im Andante und im Menuett, dass sich v. a. hier „die ältere „Pedalpraxis“, bei der die Harmonien verstärkt werden, und der individuelle „Auftritt“ gegenüber [stehen], bei dem sich Oboen und Hörner – teils mit eigenständigen Motiven, teils mit bestätigenden Einwürfen – solistisch hervortun.“ Auch Arnold Werner-Jensen meint, dass im „leicht chromatisch gefärbten Andante“ die „Bläserfarben zu leuchten“ beginnen.

### Dritter Satz: Menuetto
G-Dur, 3/4-Takt, 28 + 24 Takte
Die Audiowiedergabe wird in deinem Browser nicht unterstützt. Du kannst die Audiodatei herunterladen.
Die Hauptmelodie des Menuetts mit höfisch-schreitendem Charakter ist durch den Wechsel von forte (ganzes Orchester) und echoartigem (Streicher-) piano sowie durch die weitgehende Stimmführung im unisono gekennzeichnet. Der Anfang erinnert von seiner Melodik, dem Unisono und den Viertelpausen an den Beginn des Allegros (das ebenfalls im 3/4-Takt steht). Das achttaktige Thema wird im ersten Teil durch eine „unvermutete zweitaktige Dehnung“ (Takt 7/8) auf zehn Takte erweitert.
Das kammermusikalische Trio (nur Streicher) in D-Dur ist durchweg piano gehalten. Die stimmführende 1. Violine spielt eine sangliche Melodie mit kennzeichnender Quarte aufwärts in ganztaktigen Noten (zu Beginn des zweiten Teils auch als Quinte).
Die Audiowiedergabe wird in deinem Browser nicht unterstützt. Du kannst die Audiodatei herunterladen.

### Vierter Satz: Presto
G-Dur, 2/4-Takt, 141 Takte
Die Audiowiedergabe wird in deinem Browser nicht unterstützt. Du kannst die Audiodatei herunterladen.
Der Satz ist als Rondo mit dem Hauptthema (Refrain) und drei Couplets aufgebaut.
Der Refrain ist periodisch strukturiert mit jeweils zehn Takten Vorder- und Nachsatz. Der Beginn ähnelt mit seinen drei Forte-Akkordschlägen an den Finalsatz aus der kurz vorher geschriebenen Sinfonie KV 114. Nach den drei Akkordschlägen auf G folgt eine aufwärts-Bewegung der Violinen im Piano-Pizzicato und eine Tremolopassage abwärts.
Couplet 1 (Takt 21–44) wechselt zunächst mit einem Motiv in Gegenbewegung von Violinen und Viola / Bass über e-Moll, G-Dur und A-Dur zur Dominante D-Dur, in der dann ein Abschnitt mit durchlaufenden Achteln im Bass über Tremolo der Violinen erklingt. Zum Schluss spielen nur die beiden Violinen piano eine erregt-abgesetzte, auftaktige Achtelfigur mit zweifacher Tonrepetition.
Couplet 2 (Takt 65–83) ist durch die Trillerfloskel im Dialog 1. Violine – 2. Violine / Viola gekennzeichnet, während in Couplet 3 (Takt 105–120) ein Wechsel von Synkopen und kadenzartiger Akkordfolge (Tonika – Subdominante – Dominante) auftritt. Mozart beendet den Satz als Coda (Takt 121 ff.) mit achttaktiger Akkordmelodik ausschließlich auf G-Dur, was möglicherweise als musikalischer Scherz gedacht war.